# Pteronymia sao
Pteronymia sao är en fjärilsart som beskrevs av William Chapman Hewitson 1856. Pteronymia sao ingår i släktet Pteronymia och familjen praktfjärilar. Inga underarter finns listade.

## Bildgalleri

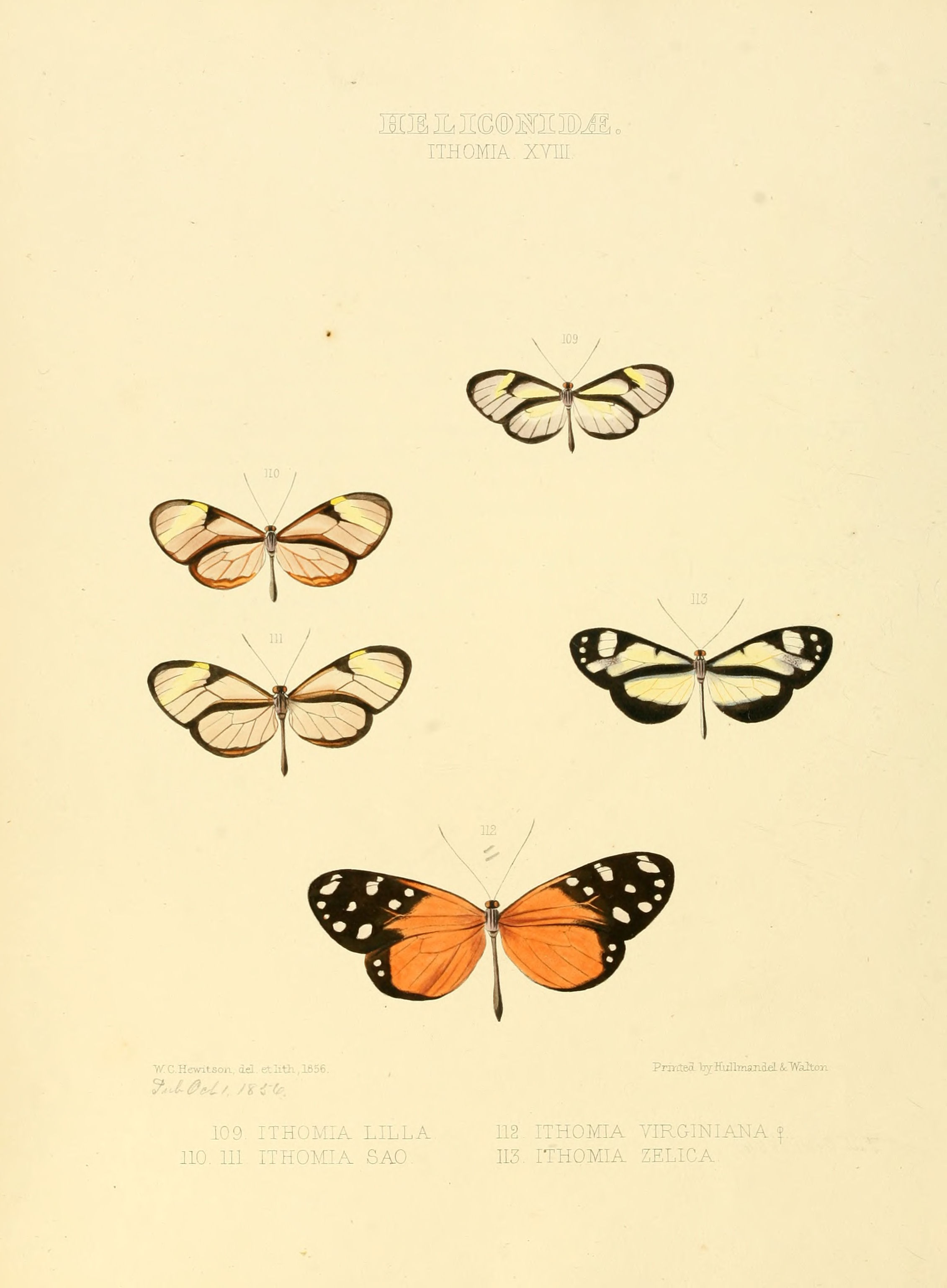